# Тухичай
Тухичай — река в России, протекает в Рутульском районе Дагестана. Длина реки составляет 10 км. Площадь водосборного бассейна — 21,3 км².
Начинается у границы с Азербайджаном, между горами Гудурдаг и Чинчар Главного Кавказского хребта. Течёт на север между хребтами Тухиа и Гудур. Устье реки находится в 201 км по правому берегу реки Самур.

## Данные водного реестра
По данным государственного водного реестра России относится к Западно-Каспийскому бассейновому округу, водохозяйственный участок реки — Самур. Речной бассейн реки — Терек.
Код объекта в государственном водном реестре — 07030000412109300002200.